# 町田街道

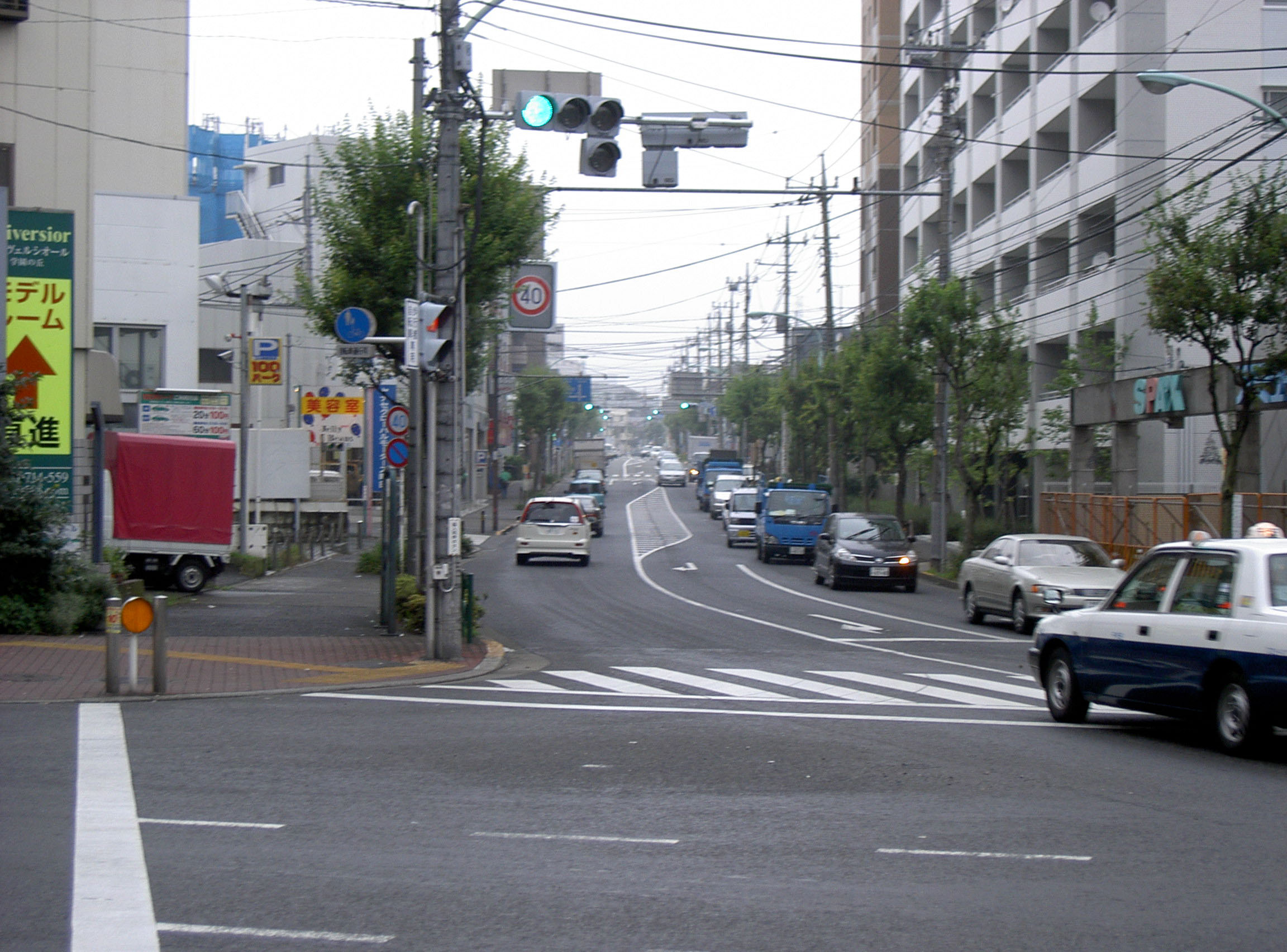
都道47号線（三塚交差点、町田市原町田）

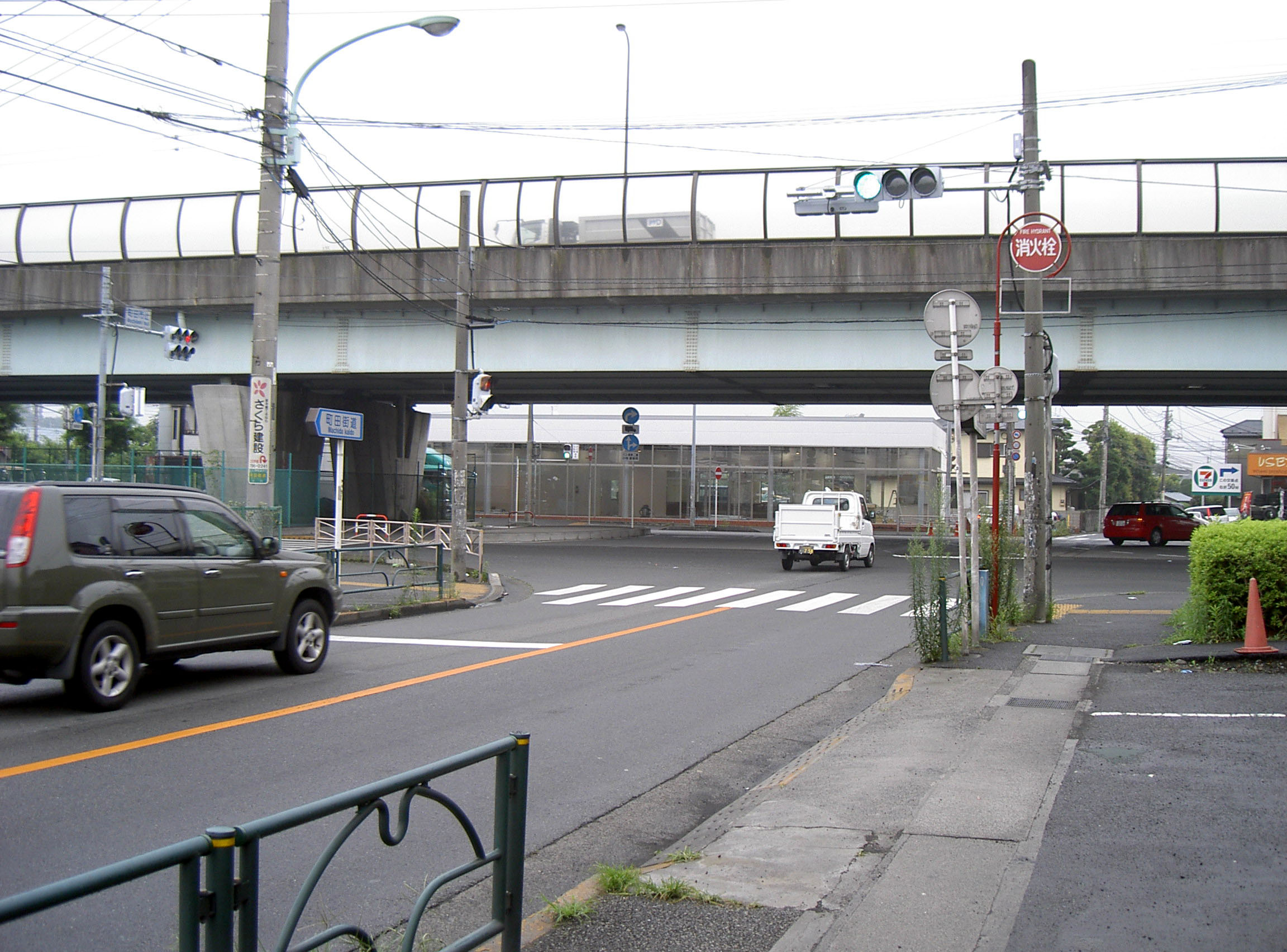
都道141号線（町田市辻交差点、町田市鶴間）

町田街道（まちだかいどう）は、東京都八王子市東浅川町の町田街道入口交差点（国道20号交点）から町田市中心部を通って、町田市鶴間の町田市辻交差点（国道246号交点）までを結ぶ道路の通称である。俗に町街（まちかい）と呼ばれる。ここでは、町田街道のバイパスとして整備が進められている新町田街道についても併せて記述する。
町田市内の全区間が東京湾（鶴見川水系）と相模湾（境川水系）の分水界で、武蔵国と相模国の国境となっていた境川に沿ったルートとなっている。

## 概要

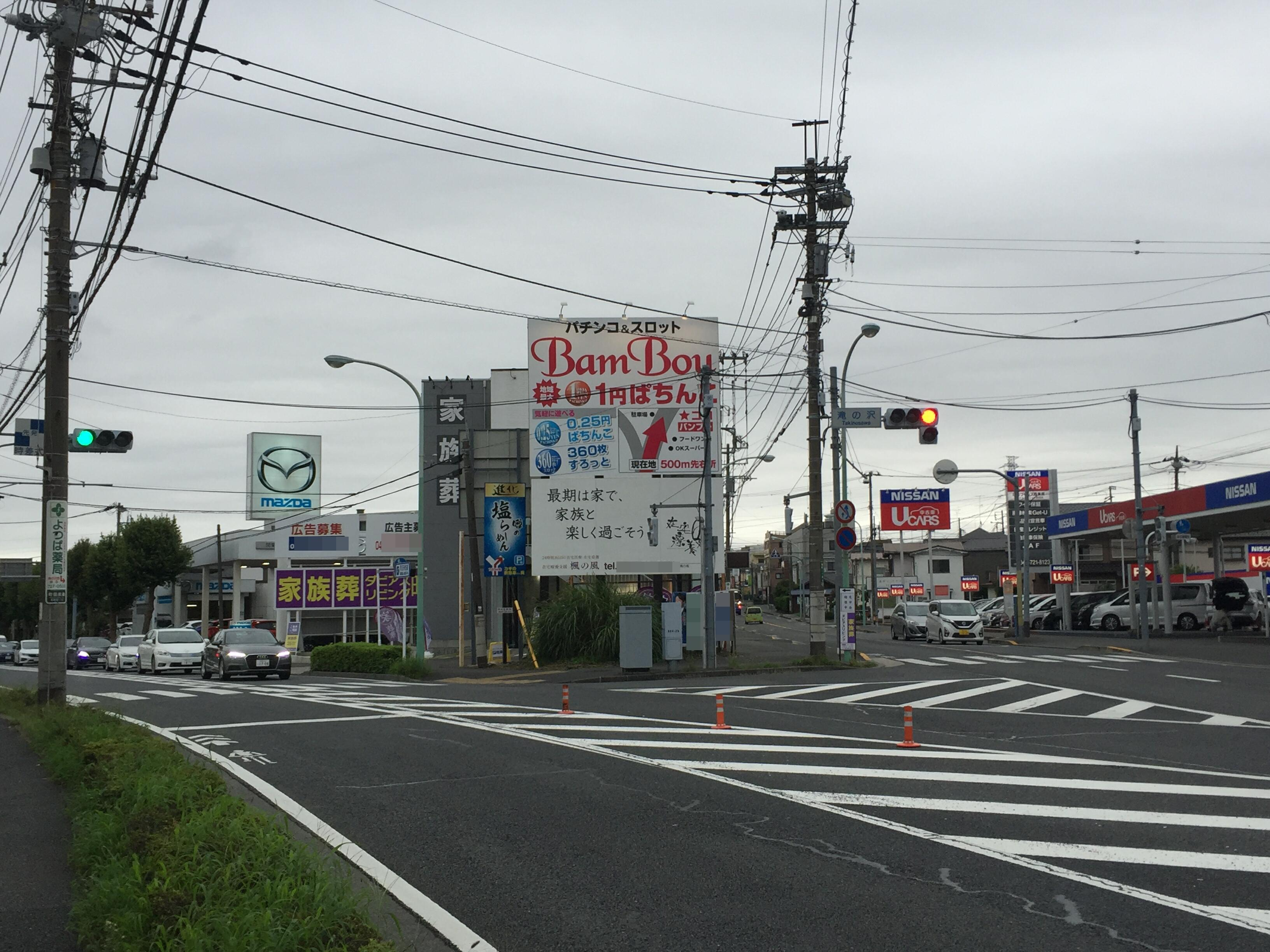
滝の沢交差点。左方向が新道（通称：五間道路）、右方向が旧道。路線バスの大半が旧道へ向かう。

町田街道は、町田市を北西から南にほぼ縦断する主要道路で、後述の通り江戸後期から明治期にかけて多摩・甲州・上州などと横浜との交易に用いられた絹の道・八王子街道（神奈川往還）の一部である。
終日に亘り交通量が非常に多く、路線バスの主要な運行経路にもなっている。しかし、都市計画や路線整備の遅れもあって、2013年現在でもほとんどの区間が幅員に余裕のない片側一車線道路であることや、周辺道路との交差や信号機が多いこともあって交通の流れは良好とは言えない。境川を挟んだ神奈川県側を並行する国道16号など、周辺道路の混雑時に通過交通の流入が起きることもあり、特に市内南部（鶴間・金森）や北西部（小山）などでは激しい渋滞が慢性化している。そのため、後述の通り拡幅と新道整備が進められている。
町田市中心部では、後述の経緯もあって駅前の商店密集地を貫くルートになっていることもあり、1960年代までにはこれを迂回する片側1.5車線のバイパス（滝の沢交差点から三塚交差点、通称五間道路）が整備され、以後の交通の流れはこのバイパスがメインとなっている。1984年に道路通称名としての町田街道はこの新道経由となった。なお、商店密集地を貫く本線（旧道）のうち、町田駅脇の小田急線玉川学園8号踏切（通称・町田第一踏切）から町田ターミナル付近まで（原町田4丁目、6丁目）は、町田駅前のメインストリートの一つ（原町田中央通り）で、一方通行になっているほか、時間帯や日によって歩行者天国となる。この旧道は旧町田街道、絹の道栄通り、栄中央通り、町田一番街等と呼ばれている。
かつては町田市辻交差点を越えて上川井IC付近の旧八王子街道に接続していたが、1968年の大和バイパス開通及び横浜町田IC開設に伴い分断された。現在は町田市辻交差点付近の700mと環状4号付近から旧八王子街道までの1100mが現存している。
町田駅付近旧道の一部と新町田街道の一部を除いて、全区間が都道となっている。各区間のデータに関しては下記の項目を参照のこと。
- 町田街道入口交差点 - 三塚交差点：東京都道47号八王子町田線
- 三塚交差点 - 南橋交差点：東京都道56号目黒町町田線
- 南橋交差点 - 町田市辻交差点：東京都道141号辻原町田線

## 新町田街道

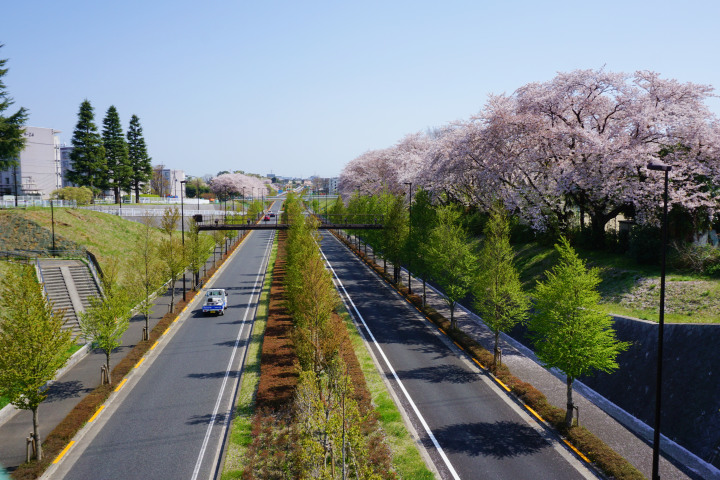
町田3・3・36号線（町田市木曽東）

慢性化した町田街道の渋滞対策として、相原付近 - 常盤駐在所間の拡幅整備と、常盤駐在所から南町田グランベリーパーク駅にかけて更なるバイパス（町田都市計画道路3・3・36号線、通称新町田街道）の整備が計画されており、新道は一部区間（常盤駐在所 - 町田市民病院間）が既に供用されている。計画上では、整備予定の全区間が片側2車線以上となっているものの、桜美林学園付近 - 町田市民病院付近までは多摩都市モノレール町田延伸構想の導入空間として広い中央分離帯を確保しており、当該区間においては（2024年現在では）片側1.5車線としての供用・整備となっている。
2024年3月23日の木曽団地南〜町田市民病院区間の開通効果について、東京都は「常盤駐在所北〜旭町の所要時間が2~4分短縮された」「平行する町田街道の交通量が約2割減少した」とした。
町田市民病院付近から先芹が谷・南町田グランベリーパーク方面については、2024年現在、町田市民球場へ大きく回って芹が谷、高ヶ坂（こがさか）、町田街道金森郵便局交差点付近と金森交差点付近を経て、国道16号線の南町田グランベリーパーク駅付近までの整備が計画されている。このうち、町田市民病院付近から芹ヶ谷公園付近についてはモノレール導入空間確保のため、町田市が用地先行取得を行う方針を固めた。また、都立町田高校付近までの区間は2021年12月20日付で事業着手となった。本事業は東京都が行う。
しかし、町田市民病院付近から先は住宅密集地となることから、土地の権利関係者が多く、土地の取得に多くの時間がかかることが想定される。2024年現在も、用地の取得はほとんど進んでいない。

## 歴史
戦国時代から江戸時代にかけて、鎌倉街道山ノ道（秩父鎌倉街道）及び滝山往還（現在の藤沢街道）が原町田以西において現在の旧道とほぼ同様の経路を辿っており、以降の道はこの街道を継承したものとされる。
江戸後期から明治期には、八王子を集荷地とし横浜港の輸出を結び最大の貿易商品絹を運ぶ街道（いわゆる八王子街道・神奈川往還）として繁栄し、現在は「絹の道」と名づけて記念している。八王子と横浜のほぼ中間となる原町田が中継地だったことで市街地も発展し、これを記念して町田駅前の旧道に「絹の道」の碑が立てられている。また当時の宿場町のうち、木曽宿は府中通り大山街道と共用であった。なお、町田街道とは別に浜街道と呼ばれる絹の道のルートも存在する（浜街道は現在の国道16号の旧道に相当する。現在「八王子街道」と呼称されているのもこちら。町田街道が旧来の道を幅を広げ発展したのに対し、浜街道は軍都計画のため、明治期以降全くの新しい道に姿を変えてしまった）。
ただし、当時の「絹の道」は、八王子との間の山越えのルートは国道16号に近い八王子市鑓水付近を通っており、それよりも西の八王子市館町付近を通る現在の町田街道とは、北西部の一部で経路が異なる。（相原〜高尾間はかつての鎌倉街道山ノ道の経路をほぼ踏襲している。）
また、全線に亘って戦後にバイパスされた旧道の名残が存在しており、道沿いには明治以前からの神社仏閣、道祖神、地蔵尊、一里塚などが鎮座している。
なお、八王子から横浜までの運輸を目的に1908年（明治41年）に横浜鉄道（現在のJR横浜線）が開業している。

### 年表
- 1950年代 - 町谷原・滝の沢・木曽・常盤など多くの箇所で線形改良及び拡幅。また、町田中心街をバイパスする五間道路の滝の沢 - 原町田三丁目 間及び原町田二丁目 - 三塚 間が開通。
- 1958年（昭和33年）10月19日 - 町田駅付近を通過する原町田中央通り区間が一方通行となる。これに伴い、神奈中バス町田営業所鶴間派出所（現・大和営業所）のバス路線が五間道路経由に変更[3]。
- 1961年（昭和36年）10月5日 - 町田街道のバイパスとして町田3・3・36号相原鶴間線（通称・新町田街道）が都市計画決定。
- 1963年（昭和38年） - 東京都通称道路名No.62「町田街道」を認定。
- 1968年（昭和43年） - 大和バイパス開通及び横浜町田IC開設に伴い町田市辻交差点以東の区間が分断。
- 1970年代 - 五間道路の原町田三丁目 - 原町田二丁目 間が開通、拓殖大学付近の現道が開通。
- 1978年（昭和53年）頃 - 忠生土地区画整理事業（第一工区）の施行に伴い、新町田街道の桜台通り交点から忠生公園手前まで開通。
- 1980年代 - 国道16号交点付近（相原）の現道が開通。
- 1982年（昭和57年）4月1日 - 建設省（現・国土交通省）が主要地方道八王子町田線を指定。路線整理番号が21から47へ変更[4]。
- 1983年（昭和58年）3月31日 - 東京都が主要都道47号八王子町田線を認定。
- 1984年（昭和59年） - 道路通称名としての「町田街道」が五間道路経由に変更。
- 1995年（平成7年） 3月16日 - 新町田街道の桜台通り交点 - 常盤駐在所北 間が開通。
- 1996年（平成8年）8月30日 - 忠生公園拡張整備に伴い、新町田街道の忠生公園手前から上山崎入口までが開通[5]。
- 2001年（平成13年）3月31日 - 小田急小田原線交点（玉川学園前8号踏切、通称・町田第一踏切）- 都道51号線交点 間が東京都から町田市に移管。それに伴い、都道3号線との重複解消。
- 2007年（平成19年）10月13日 - 新町田街道の上山﨑入口 - 木曽団地南 間が開通。
- 2022年（令和4年）3月31日 - 拓殖大学付近の旧道が東京都から八王子市に移管[6]。
- 2024年（令和6年）3月23日  - 新町田街道の木曽団地南 - 町田市民病院 間が交通開放[7]。

- 将来
  - 2025年（令和7年）6月 - 町田街道 町田三中西 - 滝ノ沢西 間の拡幅整備[8]。
  - 2028年（令和10年）- 新町田街道 南町田グランベリーパーク駅北口付近 - 町谷原通り交点 間が交通開放[9]。
  - 同年 - 町田街道 常盤町の800mほどが拡幅整備[9]。
  - 同年 - 町田街道 市民病院付近の無電柱化[10]。
  - 2030年（令和12年） - 新町田街道 町田市民病院 - 鶴川街道交点 間が交通開放[10]。
  - 2032年（令和14年） - JR横浜線相原踏切が立体交差化。及び付近500mほどを拡幅整備[9]。
  - 2036年（令和18年） - 町田街道 忠生公園入口 - 桜美林学園東 間の無電柱化[8]。

- 時期不明
  - 金森区間の拡幅事業。
  - 新町田街道の残りの区間（鶴川街道交点 - 町谷原通り交点）が開通。
  - 多摩都市モノレールの軌道が桜台通り交点 - 芹ヶ谷公園付近の新町田街道に設置。